# منطقه‌گرایی سیبری

پرچم پیشنهادی سیبری

منطقه‌گرایی سیبری (روسی: Сибирское областничество)، یک جنبش سیاسی برای خودمختاری سیاسی سیبری است. در اواسط قرن نوزدهم و در جریان جنگ داخلی روسیه این ایده توسط الکساندر کولچاک مطرح شد.

## جنبش‌های قرن نوزدهم
در کنار فعالیت‌های آفانی شاخوف در سیبری، جنبشی که از یک استقلال وسیع در منطقه حمایت می‌کرد تحت نام «منطقه گرائی» (oblastnichestvo) شکل گرفت. در قرن نوزدهم، جنبش دانشجویان سیبری در سنت پترزبورگ بود: گرگری پواتینین، نیکولای یادرینسف و افرادی با زمینه‌های دیگر. بعضی از اعضای رادیکال در سال ۱۸۶۳ احتمالاً در سیبری با شورش لهستانی‌ها و اوکراینی تبعیدی، سعی داشتند به استقلال دست یابند و شروع به توسعه یک دولت سیبری کنند، شبیه ایالات متحده. چهل و چهار عضو گروه در ماه مه سال ۱۸۶۵ دستگیر و به وسیله حکومت شاهزاده به زندان افتادند. بعد از اینکه افسران ارتش، آرسنی سامسونوف ۱۶ ساله را برای کارهای غیرقانونی پیدا کردند، اعلامیه‌ای با عنوان برای میهن پرستان سیبری (To Patriots of Siberia) را به نویسندگی مشترک گریگوری پوتانین، نیکولای یادرینتسف و اس. اس. شاشکوف یافتند. ایده تجزیه سیبری توسط میخائیل باکونین آنارشیست روسیه پشتیبانی می‌شد. او امیدوار بود که سیبری را تبدیل به یک دولت دموکراتیک کند و موفق به اتحاد با ایالات متحده و فروپاشی امپراتوری روسیه شود. کشور سیبری توسط متفکران محلی و مهاجران به عنوان وسیله‌ای برای فرار از سرکوب و ظلم امپراتوری روسیه و ایجاد یک کشور آزاد و دموکراتیک محتمل دیده می‌شد که می‌توانست آزادی را در سراسر آسیا گسترش دهد.

## جنبش‌های منطقه‌گرای امروزی
آرتیوم لوسکوتوف هنرمند روسی متولد نووسیبیرسک در سال ۲۰۱۴ در وبلاگ خود دربارهٔ ایده برای ایجاد جمهوری سیبری در فدراسیون روسیه نوشت و تلاش کرد تا یک تظاهرات برای تبلیغ فدرالیسم و تجزیه طلبی برای کشور مستقل سیبری در نووسیبیرسک برگزار کند. مقامات روسیه تظاهرات را ممنوع کرده و سعی کردند جلسات رسانه ای این رویداد را سانسور کنند. قانون اخیری که در روسیه تصویب شده «ناآرامی‌های دسته جمعی، فعالیت‌های افراط گرا یا مشارکت در رویدادهای غیرقانونی عمومی» را مجاز نمی‌داند. هدف او از این اعتراض، نشان دادن دورویی کرملین در الحاق کریمه به روسیه و تأخیر در توسعه سیبری بوده است. او ادعا کرد که غرب سیبری بیشتر نفت و گاز روسیه را تأمین می‌کند، اما بهره بسیار کمی از توسعه و این منابع دارد.